# Емцев, Олег Павлович
Олег Павлович Емцев  (укр. Олег Павлович Ємцев, 24 июня 1951, Мелитополь — 3 августа 2011, Одесса) — украинский артист эстрады, клоун-мим. Наиболее известен по сериалу «Маски-шоу».

## Биография
Родился 24 июня 1951 года в Мелитополе, где c 13 лет занимался в драматическом коллективе. Переехав в Одессу, учился в эстрадно-цирковой студии при Одесском цирке. Затем окончил Одесское театрально-техническое училище.
Творческую биографию начал в 1969 году. По словам самого Емцева, работая в Париже, артист познакомился с Марселем Марсо, новеллы которого в интерпретации Емцева получили высокую оценку мэтра. В своей  стране Емцев также был прозван «украинским Марселем Марсо».
Почти год прожил на Брайтон-Бич в Нью-Йорке, где успешно работал в различных шоу-программах.
На гастролях в Польше Емцев получил предложение постоянной работы в Кракове. Там он создал свой небольшой театр «На чемоданах», в котором проработал около семи лет.
Участвовал в съёмках сериала «Маски-шоу» с 1992 по 1999 годы. Сам Емцев утверждал, что первое время был неформальным руководителем этого коллектива.
С 2000-х годов жил в двух городах — в Одессе и Кракове (Польша).
Ушёл из жизни 3 августа 2011 года на 61-м году жизни от рака в Одессе. Похоронен на Ново-городском (Таировском) кладбище Одесской области.

## Призы и награды
- Лауреат Международного конкурса «Малых театральных форм» в Варшаве (Польша)[7].
- Лауреат Украинского фестиваля юмора «Золотой кролик» в Одессе[7].

## Фильмография
- Иван Подушкин: Джентльмен сыска 2 (сериал) (2007)
- Ликвидация (сериал) (2007)
- Палыч (сериал, 1999), в эфир не вышел
- Маски-шоу (сериал) (1992—2000)
- Долгие проводы (1971)
- Тимур и его команда (1976)